# 黄金背景
黄金背景（おうごんはいけい）とは、中世ヨーロッパの絵画技術である。

## 概要
中世キリスト教絵画の中で黄金に輝く背景を持つ一連の作品群があり、絵画部分は卵黄テンペラで描かれている。絵画部を含めた総称として「黄金背景テンペラ画」の名前で呼ばれる事が多いが、背景部分は磨き上げられた金箔であり、金箔地または単に金地とよぶ。いわゆるイコンと呼ばれる聖人画の背景には神の神聖な空間あるいはオーラとして、多くの場合この黄金背景が使用されていた。
起源は明確ではないが、ゴシック期の画家チマブーエがギリシャからイタリアに輸入した卵黄テンペラ技法とほぼ同時であるとすると、12世紀にはすでに技法的にも完成していたと思われる。15世紀中頃からは当時のフランドル地方からもたらされた油彩画技法（正確にはテンペラと油彩を重層的に併用する混合技法）によって可能になったリアルな表現におされ急速に制作量が減ってゆく。多くはキリスト教のカトリック教会内の薄暗い礼拝堂に掲げられ、わずかな光でもまばゆく輝く黄金背景は神の慈悲にもにて人々の信仰をあつめたが、当時すでにルネサンスの人文主義が要求していた自然で人間的な表現の前には重要視されなくなった。
この金箔地処方に限らず、当時の芸術家の工房において使われていた技術は当時のギルドにおいて秘密の保持がなされていたため、技法書として書き残されることはほとんどなかった。そのなかで15世紀のチェンニーノ・チェンニーニの残した技法書は非常に稀であり、当時の工房でどんな技術がどのように伝承されていたかを知るのに貴重であり、他の技法書と比較しても群を抜いてよく書かれてある。
この書物のおそらく最初の日本語訳に画家の中村彝による「芸術の書」があるが、金箔地の方法だけではなく様々な技術が書かれてある。東京芸大元教授の田口安男は日本にこの黄金背景の処方を詳細で具体的な図版とともに紹介した初めての画家である。同じく画家で、古典技法の研究者（横浜国立大学）の赤木範陸はこの金箔地処方箋をより実践的でありながらチェンニーニ当時の処方に近づいた方法として紀要論文中に示している。